# Amor Towles
Amor Towles (Boston, 1964. október 24. –) amerikai regényíró. Legismertebb regényei: Rules of Civility (2011), A Gentleman in Moscow (2016), és The Lincoln Highway (2021).

## Családja és tanulmányai
Towles a massachusettsi Bostonban született és nevelkedett Stokley Porter Towles, a Brown Brothers Harriman befektetési bankár és filantróp, valamint Holly Hollingsworth gyermekeként. Szülei később elváltak. Van egy bátyja, Stokley Jr.; egy nővére, Kimbrough; és két mostohatestvére. Amikor Towles 10 éves volt, egy üzenetet tartalmazó palackot dobott az Atlanti-óceánba. Néhány héttel később levelet kapott Harrison Salisburytől, aki akkoriban a The New York Times ügyvezető szerkesztője volt. Towles és Salisbury ezt követően sok évig leveleztek.
A Yale College-ban végzett, és a Stanford Egyetemen szerzett M.A.-t angolból, ahol Scowcroft-ösztöndíjas volt. A Temptations of Pleasure című diplomamunkája 1989-ben jelent meg a The Paris Review című folyóiratban.

## Pályafutása
A Yale Egyetem elvégzése után Towles Kínában tanított a Yale China Association kétéves ösztöndíjasaként. Ezt azonban a Tienanmen téri 1989-es események miatt hirtelen törölték. 1991 és 2012 között befektetési menedzserként és kutatási igazgatóként dolgozott a New York-i Select Equity Groupnál.
Amikor Towles fiatal volt, Peter Matthiessent, a híres természetírót, regényírót és a The Paris Review egyik alapítóját tartotta a regényírás elsődleges ihletőjeként.
Towles első regénye, a Rules of Civility várakozásait felülmúlva sikeres lett, olyannyira, hogy a könyvből befolyt bevétel megadta neki azt a luxust, hogy visszavonuljon a befektetési banki tevékenységtől és lehetőséget kapjon arra, hogy teljes munkaidőben írhasson.
Második regénye, az A Gentleman in Moscow, amely 59 hétig szerepelt a New York Times keményfedeles bestsellerlistáján, a 2016-os Kirkus-díj fikciós díjának döntőse volt. Felkerült a 2018-as Nemzetközi Dublini Irodalmi Díjra is. A regény alapján Ewan McGregor főszereplésével készült televíziós adaptáció 2024 márciusában jelent meg a Paramount+-on.
Harmadik regénye, a The Lincoln Highway 2021. október 5-én jelent meg. Az Amazon ezt választotta 2021 legjobb könyvének. 2022. május 15-én 30 hétig szerepelt a New York Times keménytáblás szépirodalmi bestsellerlistáján. 2024 áprilisában Towles megjelentette Table for Two című novelláskötetét.

## Magánélete
Towles a Gramercy Parkban (Manhattan, New York City) él feleségével, Maggie-vel, fiukkal, Stokley-vel és lányukkal, Esmével. Towles a képzőművészet és az antik tárgyak gyűjtője.

## Díjak és kitüntetések
- A The Kirkus Prize szépirodalmi díjának 2016-os döntőse[28]

## Művei
- Rules of Civility (2011, regény) ISBN 978-0-670-02269-4
- Eve in Hollywood (2013, hat összefüggő novella gyűjteménye) ISBN 978-1-101-63092-1
- A Gentleman in Moscow (2016, regény) ISBN 978-0-670-02619-7
- You Have Arrived at Your Destination (2019, novella) ASIN=B07VBCYTGR[29]
- The Lincoln Highway (2021, regény) ISBN 978-0-7352-2235-9
- "Channel a More Romantic Era of Transatlantic Travel" (2016, esszé)[30]
- Table for Two (Viking Press, 2024)[31][32][33]

### Magyarul
- Egy úr Moszkvában (A Gentleman in Moscow) – Könyvmolyképző Kiadó, Szeged, 2019 · ISBN 9789634574170 · fordította: Molnár Edit (Arany pöttyös könyvek)[34]
- Érkezés a célhoz; ford. Sárpátki Ádám; in: Elhagyott part. Hat sci-fi történet; Agavé Könyvek, Budapest, 2022
- Az udvariasság szabályai (Rules of Civility) – Könyvmolyképző Kiadó, Szeged, 2025 · ISBN 9789636750961 · fordította: Németh Anikó Annamária
- A Lincoln országút (The Lincoln Highway) – Könyvmolyképző Kiadó, Szeged, 2025 · ISBN 9789636753160 · fordította: Fejér Katalin Anna

## Fordítás
- Ez a szócikk részben vagy egészben  az   Amor Towles című angol Wikipédia-szócikk fordításán alapul.  Az eredeti cikk szerkesztőit annak laptörténete sorolja fel. Ez a jelzés csupán a megfogalmazás eredetét és a szerzői jogokat jelzi, nem szolgál a cikkben szereplő információk forrásmegjelöléseként.